# 蒼き革命のヴァルキュリア
『蒼き革命のヴァルキュリア』（あおきかくめいのヴァルキュリア）は、2017年1月19日にセガゲームスより発売されたPlayStation 4およびPlayStation Vita用ゲームソフト。
戦場のヴァルキュリアシリーズの流れを組むヴァルキュリア プロジェクトの作品だがゲームシステム・世界観・登場人物などは一新されている。

## 概要
架空のヨーロッパ世界の戦争の物語。産業革命により発展し、帝国主義で領土を拡大したルーシ帝国からの独立と解放を目指す小国ユトランド王国の若者たちの戦いを描くRPG。テーマは「復讐」と「死」。
戦闘はリアルタイム制のバトルにシミュレーション要素を加えた「LeGION」（レギオン）というシステムになる。
「GOUACHE」（ガッシュ）と呼ばれる新しい描画エンジンを採用。写真の様なフォトリアルでも、アニメのようなトゥーンレンダリングでもない「絵画的」な色調になる。
2016年2月10日発売のPS4用ソフト『戦場のヴァルキュリア リマスター』に本作のバトル部分を遊べる体験版ダウンロード用のシリアルコードが付属する。
2016年8月26日、発売日が2017年1月19日に決定し、PS Vita版の同時発売が発表された。

## ゲームシステム

### ゲームの流れ
各章冒頭の導入イベント
本作はあくまで「過去に起きた出来事を語り部であるリシェール・ラウドルップが語る」という形で進行する。彼女の脇に置かれた「手帳」に各キャラクターのエピソードである「断章」が物語の進行と共に追加される。「断章」を確認することで各キャラクターのポテンシャルが増えたり書き換わる。
本編のストーリーである各章の出来事については「若き歴史学者の卵の膝上にある歴史書」に記録される。リシェールが語った章についてまだ確認していない出来事についても其処に追記されていく。つまりサブイベントは歴史書で確認することになる。また事典は「歴史学者の卵の背後」に置かれている。
主人公の自由行動パート
リシェールが各章冒頭の導入イベントについて語った後、実際の主人公であるアムレートの自由行動に移行する。アムレートの行動はバジルの工房でのサイドアームの開発や咒構武器の改造。A.V本部でのフリーミッションとアイテム補充。王宮通りの人々と会話して戦争への認識を確認し、露天商を覗いて素材調達し、トマソン工房に材料を持ち込んで装備を発注するなど。そしてアムレートがストーリー進行に関わるミッションを選択し、達成することで物語は進行する。
戦闘パート
フリーミッションの概念が過去シリーズとは全く変化した。つまり世界地図レベルでのルーシ帝国との陣取り合戦となり、帝国領を開放するとそこでの敵兵殲滅戦や迎撃戦が発生する。それらをこなすとルーシ帝国軍の本格侵攻による会戦ミッションが発生。
これを放置したり、失敗すると解放した領土の制圧状況が悪化し、事実上帝国に奪い返される。放置する（他のフリーミッションを優先する）とより不利な状態から厳しいミッションを戦うことになる。
ただし、常に自軍優勢の状態だと「制圧戦」、「偵察戦」といったミッションが発生しにくくなり達成による特別報酬が得にくくなる。また占領地域が増えるに従って会戦ミッションが多発し、ほとんど連戦で片付けなければならなくなる。
ミッション時に条件（例．偵察兵を10人倒す。土系統咒術で10人倒す。スナイパーライフルで1人倒す。等）を達成すると特別報酬が授与される。ただ、ミッション中に条件確認が出来ない上、カウントもないのであらかじめ調べた上、常に自分で把握しておく必要がある。達成時のみ通知される。

### 戦闘システム
戦闘はヴァルキュリアシリーズ特有の相互ターン制は廃止され、リアルタイムアクション型になった。また時間経過があり、もたもたしていると夜になってヴァルキュリアが出現する。次の行動まではチャージ制だが、移動や回避は硬直のない限り常に任意に行える。
ただし、扱えるキャラは常に1人で操作キャラはすぐに切り替えられる。敵増援の出現は「出現地点と目標とがあらかじめ決まっている」ものと、「主力兵科も出現地点もランダム」とに分かれている。なお出現直後の移動状態では無敵なので早まって手榴弾で吹き飛ばそうとしても失敗する。
マニフェスト
非操作キャラクターは設定したマニフェストという行動指針に従って行動する。つまりどういう行動を優先させるかという順位付けをあらかじめしておくことで放っておいても役に立つか、単にウロウロするだけに陥るかが決まる。マニフェストの種類は戦場でとった行動で増えたり、会話などのミニイベントにより増える。なお注意して戦わないと爆弾付近で広域咒術を使用して誘爆させて硬直に陥ったり、キャラクター切り替えの一瞬の間に地雷を踏んで味方も巻き添えにする。要するに慎重さに著しく欠けるので事前に操作キャラクターで可能な限り危険要素を排除しておく必要がある。
部隊編成
原則として4人で部隊編成される。攻略ステージによっては4人編成ごとの部隊が班として分かれて行動する。さらにシリーズで初めて個人Lv制が採用された。また、主人公であるアムレートを完全に外した編成によるステージ攻略も出来るようになった。
装備のアレンジ開発
装備に関しては支給品よりもトマソン工房で独自にアレンジ開発した方が望んだタイプにしやすく使いやすい。開発に成功すると自動的に人数分調達したことになるので購入する必要はない。
バトルパレット
本作において一番重要なのがバトルパレットの設定。重要要素だというのにミッション出撃直前かバジルの工房でしか行えない。各キャラクターのサイドアーム選択とラグナイト魔法の設定や変更が出来る。持ち腐れしても勿体ないので、使わないor使いづらいor使える人がいない高ランクラグナイトは後述の咒構武器強化に使用した方が良い。逆に高ランクに切り替えられるのにうっかり改造に使ってしまう場合もあるので、咒構武器強化前と強化後はバトルパレットを確認する癖をつけた方がいい。
咒構武器の強化
各キャラクターの事実上の成長要素は「咒構武器強化」で、新要素獲得については各戦場でドロップするラグナイト（各咒術がついたもの）が必要になる。ランクが高いものほど得られる経験値量が多い。また、ストーリーの進行によりバジルが武器のアップグレードをしてくれるのでその都度「設計図」が広がる仕様となっている。

### 4つの兵科
本作では兵士は4つの兵科に分類される。兵科の変更は不可。前シリーズまでの兵科にあった要素を4つに再分配している。基本的には各兵科1人ずつ。主要ステージ攻略ではアムレート、オフィーリア、ゴドー+1（序盤は文字通り誰でもいいが中盤以降は支援兵のブラムorサラにしないと地雷をサイドアームで排除しなければならなくなる）が基本。
各兵科についてはステータスや得意系統魔法に反映される。初期段階では一部の例外キャラを除いて2系統を得意とする。
突撃兵（アムレート、ダリル、ヘレナ）
攻撃力が高く、その他の能力も平均的に高いため、扱いやすい兵科。兵科専用ラグナイト魔法は攻撃魔法に状態異常（凍結、炎傷など）を付加するタイプが多い。兵士、咒機、ヴァルキュリアと相手を問わずにバランス重視のアタッカー役として真価を発揮する。得意系統は炎。アムレートに関しては切り札となる光属性が解放されるまでは、弱点属性を変化させるヴァルリュリアの特性を踏まえ各属性魔法を一通り揃えた方が戦いやすい。
装甲兵（ゴドー、ジョルダー、ティルダ）
移動や攻撃速度はおおむね遅いが、大きな盾を持ち、一撃の強さと防御に長けた兵科。兵科専用ラグナイト魔法は行動妨害やカウンター系が多い。得意系統は土。基本的には兵士たちをちまちま相手にするより巨大咒機を相手に味方に損害が出る前にすみやかに擱座させる前衛攻撃役として真価を発揮する。
偵察兵（オフィーリア、イザーク、ブリギッタ）
スピードに長けた兵科。攻撃面では手数の多さで敵を圧倒する。また味方に先行して敵兵を発見。斥候役を始末して発見を遅らせ、敵陣を奇襲して攪乱し、戦況をより有利にするというのが役目。こと対兵士戦では攻撃硬直時間の長い突撃兵よりも有効に働く。兵科専用ラグナイト魔法は攻撃と移動をミックスしたもの（例．前方への移動を伴う。密集した敵を巻き込んで前進。等）が多い。得意系統は風。オフィーリアに関しては3章以降は役割が支援兵的に変化。「咒歌」により恐慌状態の味方を回復し、士気を鼓舞するというものになる。
支援兵（プラム、サラ）
咒術（ラグナイト魔法）とアイテムの扱いに長けた兵科。兵科専用ラグナイト魔法は味方への回復・補助。実際は支援というより、攻撃・回復・補助の各種ラグナイト魔法を駆使して戦う兵科。高いRP（ラグナイトポイント。普通のRPGのMPに相当する）を誇り、咒力も突出して高いため、強力だがRP消費の大きい共通魔法を軸に後方から広範囲の敵を殲滅しつつ、状況に応じて回復と補助を行う。反面、攻撃・防御力は低い。得意系統は水。バトルパレットの選択は慎重を要する。基本4属性3系統のラグナイト魔法を厳選し、アイテムポーチの中身確認やサイドアームもよく考えて選びたい。（支援兵はサイドアームの威力も「低め」。低難易度だと中盤まではどうにか倒せても過ぎると途端に使い物にならなくなる）更に中盤ステージから登場する地雷の撤去は支援兵にしか出来ない。仕事量が多い割に配分が2人と少ないので「地雷が置かれる心配のないステージでは敢えて外す」などの配慮をしないとレベルが突出してしまう。

### サイドアーム
「サイドアーム」はどの兵科でも自由に設定出来る。更に物語の進行に伴って種類が増えていく。ただ、強力で便利だからといって全員共通にしてしまうのは考え物。例えばロケットランチャーやスナイパーライフルは一部の敵相手には強力な攻撃手段だが弾数が少ない。ライフルは総弾数も多くて射程も長くMAP内の爆弾を誘爆させるのに便利だったり、孤立した兵士や斥候を離れたところから始末するのに便利。最悪（支援兵を編成していない）、地雷撤去にも使えるなど万能。各個人の個性を完全に把握出来るまではわざと兵科ごとに共通にしておくと間違いが起きにくい。

## 物語の背景設定
蒼き光を放つ鉱石「ラグナイト」から引き出される「咒術」と呼ばれる力は、一部の才あるものしか使えなかったが、人々に様々な恩恵をもたらしていた。ヨーロッパでラグナイトを燃料とするエネルギー機関「咒構」が発明されると、咒術は「咒工業」として工業化され、誰にでも扱えるものとする産業革命「蒼き革命」が起こった。蒼き革命はヨーロッパを一変させ、資源たるラグナイトを求め、国々の争いが激しさを増すなかで、強大な軍事力を振るい、植民地の獲得による領土拡大と国力増強を国是とした「帝国主義」時代の幕があがった。蒼き革命は、ラグナイトを巡る果てなき“戦争の歴史”へと、人類の歴史をも変革してしまったのである。

## あらすじ
プロローグ
聖暦1954年、後に「解放戦争」と呼ばれた戦いの100年後。「解放戦争」でユトランド王国は厳しい経済封鎖の状況を覆し、欧州列強五ヶ国の一つルーシ帝国に戦いを挑み勝利した。だが、この戦いにおける勝利の立役者となった5人の若者たちは「大罪人」として裁かれ、共にこの国を見守り続けるという願いにより苔生した一つの墓に埋葬される。
若き歴史学者の卵は、解放戦争を研究するうちに「大罪人と呼ばれた5人に本当に罪があったのか？」という疑問を抱くに到る。彼は忘れ去られたようにモルダの地に佇む墓の近くで、恩師のリシェール・ラウドルップから「解放戦争」に隠された「真実の物語」を聞くのだった。
かつて、不思議な力を秘めた鉱石「ラグナイト」から力を取り出せる「咒術」（じゅじゅつ）を使えるのは、一部の才能ある者に限られていた。しかし、これを工業により誰もが扱えるようになると「咒工業」（じゅこうぎょう）として発展した。「蒼き革命」と呼ばれるこの産業革命により、ルーシ帝国は急速に発展し、領土を拡大していき、南の小国ユトランドを経済封鎖する。
序盤
聖暦1853年、10月4日。ユトランドは「植民地支配からの解放」を掲げルーシ帝国に宣戦を布告する。ユトランドのアンチ･ヴァルキュリア部隊『ヴァナルガンド』を率いるアムレート・グレンケアは部下たちと共に帝国に占領された旧ユトランド領モルダ奪還を目指して進軍する。
高いラグナイト適性からヴァナルガンドに志願し一兵卒となった王女オフィーリアは、近衛騎士のゴドーと共に作戦に参加し、戦場の厳しさを肌身に知る。一方、モルダでユトランドへの挑発行動を画策していたルーシ帝国の智将バルデュス・グリッペンベルクは、モルダ陥落後に逃走を図るが、アムレートに尋問された後殺害される。その現場を、オフィーリアとゴドーは目撃してしまう。
ここに「解放戦争」とアムレートたち大罪人の「復讐劇」が始まるのだった。

## 登場人物

### 語り部
若き歴史学者のタマゴ
解放戦争終結100年の式典をよそに恩師ラウドルップからアムレートら「大罪人」たちの「真実の物語」を聞くことになり、金髪で落ち着いた雰囲気の青年。
リシェール・ラウドルップ
声 - 池田昌子
アムレート達「五人の大罪人」による戦争の真実を語る存在。アムレートやオフィーリアが通っていた「咒術学校」の教授であったシャーロッテの玄孫であるため、本作で展開される出来事は彼女にとって、遠い過去のものとなる。
ラウドルップ家は下級貴族でありながら代々の研究家一族であり、リシェール自身も研究家としてだけでなく教育家としても一流の才媛である。

### ユトランド王国

#### 五人の大罪人と恩師
解放戦争終戦後にユトランドの「大罪人」として断罪され処刑されたという五人の若者たち。彼らは開戦の10年前にモルダにあった孤児院の出身者たちであり、クローディア皇太子と側近の四将による孤児院襲撃で愛するマリア先生を掠われ、他の仲間たちを惨殺された生き残りの子供たち。「復讐者」としてユトランド王国を利用し、ルーシ帝国への戦争に駆り立てる。なお、孤児院の火災（表向きはそう扱われた）は公式記録からは抹消されたが、当時の新聞記事は残っていた。紆余曲折の末それぞれユトランドで養子に迎えられて地位を得、それを最大限に利用する。
アムレート・グレンケア
声 - 小野大輔
本作の主人公。年齢は23歳。兵科は突撃兵、開戦時の階級は大尉。武器は大剣型の咒構武器「AVX-005 Calibur」。
後に己の復讐のためにユトランドをルーシ帝国との戦争に誘ったとして処刑された「大罪人」と呼ばれる5人のうちでリーダーだと目されていたが、実際は単なる実行部隊役。復讐の為の力として「武力」を求めた。ユトランドの「アンチ・ヴァルキュリア部隊」、通称「ヴァナルガンド」の隊長として部隊を率い、自らも大剣を主武器に最前線で力を振るう。
極端な無口かつ無愛想。クールでいかなる場合も取り乱すことはないため女性隊員たちからは慕われている。反面、女誑しのイザークからは猛烈に嫌われている。オフィーリアとは咒術学校（アカデミー）時代の同窓生であり、首席で卒業した優秀な学生だった。
大の偏食家でニンジンが大嫌い。ヴァナルガンド内ではオフィーリアとそれを打ち明けられた数名に加え、話を盗み聞きしたイザークしか知らないのは献立表を事前に確認し、ニンジン料理の日は隊務をでっちあげて留守にしている。ゲーム内ではポテンシャル「偏食」として、HPが30％以下になった際、咒力がダウンする。
側近のゴドーさえ知らないオフィーリア空腹時の秘密を知っており、空腹時にトランス状態に陥った際の対処法を知っている。物語の冒頭でオフィーリアが「アムレート・グレンケア」とフルネームで呼んでいたのは学生時代に元孤児で養子かつ平民だと、成績をやっかむアカデミーの同級生たちが侮蔑を込めて「アムレート」と呼んでいたことに対する抗議の意志による。その後、アムレート自身が長いからファーストネームで呼ぶようにしてくれと懇願して改められた。
孤児院の先生にして初恋の人だったマリアを連れ去り、孤児院の院長や仲間達の命を無残に奪った上に帰るべき家を焼き尽くしたクローディアスと帝国四将を5人の中で最も憎んでいる。過去にクローディアス皇帝暗殺を実行。斬りかかった際にヴァルキュリアに阻まれ、返り討ちにされかけたが追跡された際に朝を迎えたことで辛うじて一命を拾う。ルーシ帝国を列強たらしめた圧倒的なヴァルキュリアの力に対抗するため他の4人に協力を仰いでヴァナルガンドを組織させた。自らは帝国四将とクローディア皇帝への「断罪役」として戦地に身を置く。養父母とは死別しており、それ以前の記録が無い。
スレイマン・カーレンベルグ
声 - 神谷浩史
「大罪人」の一人。年齢は23歳。復讐の為の力を「権力」とした。衆議院議員として真っ先に開戦論を唱えた若手議員。天才的なアジテーター（扇動政治家）であり冷徹な策士。『解放戦争』計画の立役者。大罪人たちの事実上のリーダー。解放戦争における攻撃目標を仲間達に伝えた上で、軍に根回しして間接的にヴァナルガンドにも目標への作戦計画が伝わるように仕向けていた。
一議員ながら絶大な政治力を持つのはバイオレットの情報（それ以前の『工作』もある）とそれに基づいたフリートの新聞記事により現職議員たちを次々に恫喝し、屈服させていったことによる。若年ながら非凡で卓越した政治力を持ち理路整然と語る。前述の行いが表には出ないため、国民からは清廉潔白の人だとみなされている。彼が国王に唱えた逆説的な演説が対ルーシ開戦へと踏み切らせた。ユトランドにより帝国から解放された地域においては、イブセリアのように自ら乗り込んで演説を行い『解放戦争』の大義を説いてユトランドに協力させていた。ソフィアという婚約者がいるが、結婚は戦勝後に延期した。
非常に目が悪く、眼鏡を隠された際に養父と庭の木を勘違いしてしまったほど。幼少期はバイオレットとバジルにからかわれてよく眼鏡を隠され、アムレートが呆れて止めるまで続けていたという。
バジル・サバンジュ
声 - 梶裕貴
「大罪人」の一人。年齢は23歳。復讐の為の力を「財力」とした。養父から受け継いだ咒工業の工房兼会社「サバンジュ＆カンパニー」により、咒構武器開発と資金面で復讐と解放戦争をバックアップした。既存の大手武器商人たちを抑え戦争特需で大儲けしており、ルーシ帝国側からは当初列強による経済封鎖に屈していずれルーシの属領になるとみなされていたユトランドがルーシに牙を剥き、軍事技術的に帝国軍を圧倒して緒戦で連戦連勝を重ねたことは実働部隊であるヴァナルガンドの活躍もさることながら、彼らを支える優れた咒構兵器によると帝国軍からは分析された。
社員たちから絶大な信頼を置かれるカリスマ経営者。仕事面もさることながら私生活まで気遣う。一方、伊達男を気取る女誑しだが『本命』であるバイオレットには惚れた弱みで全く逆らえない。料理の腕も一流で会社内の釜を使って料理しては「遊び」のガールフレンドたちに振る舞い、おこぼれを社員たちに振る舞っている。また、会社の収益の中から孤児院で暮らす子供たちにお菓子や文房具を振る舞う慈善活動も熱心に行っている。5人の中では頭が一番弱いためからかわれることも多い。
フリート・エリクセン
声 - 櫻井孝宏
「大罪人」の一人。年齢は23歳。復讐の為の力を「扇動」とした。「ギゼルシェヒル社」の新聞記者を経て王国で発言力のある識者（コメンテーター・コラムニスト）となった。その立場を利用して世論を戦争に都合がいいように操った。
性格は生真面目で良識家。反面、帝国属領地域で出回る「怪文書」やコラムニストとして手がけた記事を元の職場である新聞社に持ち込み、ユトランド国内の世論を操作。大衆が厭戦気分に陥らないため、小国ユトランド王国を『善』、列強でもとりわけルーシ帝国を『悪』と定義する二元論に持ち込み、穏健勢力や反戦勢力を封じ、解放戦争継続に都合の悪い事実は伝えない等、細心の注意を払う。ただ、彼自身はおおむねスレイマンの具体的な指示を受けて彼の意に沿う文章を仕上げる文筆家。養家は大学教授であり、むさぼるように読書に耽った。将来の夢は冒険小説作家になることだった。
非常にマイペースでおっとりしている。生活力は全くなく、仕事にのめり込むと空腹で倒れるほど。5人で意見が割れたときなんでもコイントスで決めることになったきっかけは、フリートがマリアと読んでいた冒険小説の一節から。
バイオレット・サンド
声 - 沢城みゆき
「大罪人」の一人で紅一点。年齢は23歳。階級は少尉。復讐の為の力を「情報」とした。軍情報部に所属し、美貌や豊満な体などの女の武器を最大限生かして諜報活動や工作活動にいそしんだ。
「マルガリータ」という二つ名を持つ“希代の毒婦”としてレオニード・スミノフ中佐をはじめとする帝国将校に接近しては情報収集に勤しむ一方で、得た情報をスレイマンに報告してその後の指示を仰ぎ、ユトランドとルーシを行き来する。彼女の精度の高い情報がスレイマンの緻密な計画立案につながった。大罪人となった後、情報源である帝国将校を始末していたとされたが、彼女は「殺し」は一切していない。
バジルの猛アプローチを言葉巧みにかわしつつ、アムレートにも色目を使って接近を図るなど真意を伺わせないミステリアスな女性。とんでもない酒豪らしく彼女と飲むには樽が必要だという。子供の頃の将来の夢に「ヨーロッパ全土の男たちを魅了する女優になる」と公言し、マリアを絶句させた。
マリア・シュマイケル
声 - 井上喜久子
「大罪人」たちの復讐劇の発端となった人物。彼らが暮らしていた孤児院の先生。
10年前、当時皇太子だったクローディアスと四将に拉致された。当時20歳という若さながらも誰もが母性を感じる、孤児たちにとって母・姉であり、特にアムレートにとっては初恋の人で、5人にとってはかけがえのない存在であった。しかし、モルダでアムレート１人でヴァルキュリア遺跡の最深部で見つけたペンダントが後の悲劇と悲しみを呼んだ。

#### 救国の歌姫と近衛兵
オフィーリア・アウグスタ・ア・ユトランド
声 - 早見沙織
本作のヒロインで、もう一人の主人公。年齢は17歳。生真面目かつ高潔なユトランド王国の王女。兵科は偵察兵。
幼い頃から国民に歌を披露し、「歌姫」として親しまれ愛されてきた彼女は国のシンボルである。高位の咒術の一系統である「咒歌」を扱うこともでき、その美しい歌声は、解放戦争で過酷な戦いを強いられる国民や兵士を大いに鼓舞した。
王家の人間として責務にプライドを持ち、国と国民に強い愛情を抱いている彼女は帝国の理不尽な圧力に対し「反撃を」と声を上げ、戦争に際しては自らも剣を持って前線で戦う道を選んでアンチ・ヴァルキュリア部隊「ヴァナルガンド」（以下AV部隊）に入隊した。
AV部隊の長であるアムレートとはかつての学友で、少しばかりの交流があったが、やがて仲間として距離が近づいていくにつれ、開戦の発端となった真実を知らされ思い悩む事となった。また純真であるゆえに、戦争の本質を理解しておらず、真面目な性格もあって戦いの中で理想と現実の違いに打ちのめされる事もあった。しかし、アムレート達と歩む事を決めて、終戦まで彼等と戦争を駆け抜けた。終戦後はユトランド王国の女王に即位し今のユトランドを築き上げた。
ディレクターの小沢武によれば、アムレートが成長の見込めないキャラクターとして完成されたので、代わりにオフィーリアが主人公の成長物語を託されたという背景がある。
王室暮らしであるため世間の常識には疎く、時折的外れな言動でAV部隊の仲間を驚かせるが、それを克服しようとする前向きな姿勢を持っている。この特徴はゲーム中のポテンシャルとして反映されている。
スレンダーな見た目に反し、何でもよく食べる大食漢で、好き嫌いは一切無い。この特徴もゲーム中のポテンシャルとして反映されている。
ミランダ・ヴィルフォルト
声 - 藤村歩
オフィーリア姫の近衛兵。年齢は17歳。階級は少尉、兵科は装甲兵。武器は長剣と盾の咒構武器「HRW-52S Golem」。
ゴドーの妹。オフィーリアの遊び相手として仕えて来た同い年の女性。オフィーリアに対して超過保護かつ遠慮が無い。本当はオフィーリアに帯同したかったが、彼女の希望により城の留守を任される一方で、オフィーリアに接近したサラの素性調査をするなど抜け目がない。
5章でオフィーリアの推薦により志願入隊した。
6章以降はゴドーの死後、受け持っていたミッション解説役と彼の剣と盾を引き継ぐ。

#### アンチ・ヴァルキュリア部隊（ヴァナルガンド隊）
ラグナイト適正により選抜されたユトランド王国の誇る最精鋭部隊。軍歴や前歴、年齢を問わずに適正重視で選抜された。このため階級も出自もバラバラ。アムレートに率いられ、最も苛酷で危険な作戦を実行して軍本隊の行動を支える。
ゴドー・ヴィルフォルト
声 - 森川智之
オフィーリア姫の近衛兵。年齢は27歳。階級は少尉、兵科は装甲兵。武器は長剣と盾の咒構武器「HRW-52S Golem」。
ユトランド王の命令によりオフィーリアの参戦に帯同する。下級貴族の出身でミランダの兄。ヴァナルガンドではアムレートの副官を務める。王家への忠誠厚く、生真面目で厳格な性格で隊内の規律維持に勤める。オフィーリアと共にいち早く、アムレートの不審な行動を目撃したことで彼に疑問を抱き、過去を丹念に調べる。やがてこの行動は「大罪人」たちに危険視されるようになる。その一方、作戦中のアムレートの行動に隊員たちが一斉に不信感を抱くと、逆に規律維持のために問題の預かり役に回る。その後、オフィーリアとは意見を異にして、アムレートたちの復讐を止めようとせず秘密を守る。第一次コヴァロティス会戦でブリュンヒルデの攻撃からアムレートを庇い致命傷を負うがユトランドの未来を託し絶命した。
男前だが強すぎる愛国心を持ち、ユトランドの土の話に夢中になって見合い相手の女性に呆れられ、数々の縁談をぶち壊しにしてきた過去を持つ。
戦場では剣に巨大な盾を構えて戦う。
5章までの各作戦ではフリーミッションの解説役。
ブルム・トマソン
声 - 島﨑信長
エルシノアにある仕立て屋「トマソン工房」の跡取り息子。年齢は18歳。トレードマークは帽子。階級は上等兵、兵科は支援兵。武器は杖型の咒構武器「SRc006t Rose」。
幼馴染のヘレナに強引に志願させられ入隊した。気が弱く、身体つきも貧弱だが実はヘレナよりも高いラグナイト適正を持つ。ゲーム内ではポテンシャル「気弱」として、通常攻撃時、与えるダメージがダウンする。また、ポテンシャル「貧弱な体」として、HPが50％以下になった際、攻撃がダウンする。
性格は温厚で基本的に常識派だがノリもいい。基本的にボケが多い隊員たちのツッコミ役。幼馴染みのヘレナに恋愛感情を抱いており隊内では公然の秘密。自身に対する悪口はへらへら流すが、ヘレナへの中傷には血相を変え、人格も一変させて激怒する（その様は歴戦の勇士であるダリルが腰を抜かした挙げ句に気絶するほどであり、正に冷血激怒モード）。その実、経済封鎖による品不足で店の切り盛りに苦しむ母親の姿を見て、現状打破により母親に楽をさせたいため入隊した孝行息子。「トマソン工房」はアムレートが装備開発に利用する施設でもあるため親子ともにヴァナルガンドに貢献している。
ジョルダー・クヴィスト
声 - 中井和哉
ユトランド陸軍から志願してきた現役軍人。年齢は31歳。階級は軍曹、兵科は装甲兵。武器は斧と盾の咒構武器「M4SP Destroyer」。
お調子者で普段はダリルの酒に付き合い彼に迎合する「オヤジコンビ」の片割れ。ストーリーモードではやや地味目な存在だが、戦闘では巨大咒兵器相手にロケットランチャーをぶっ放し、手足をもぎ取って擱座させ、斧を振り回して屠る。
実はバツイチで子持ち。息子ジェミルの写真をお守りとして肌身離さず持つ。息子の手前、「隊長」だと見栄を張っている。後に、見学に来たジェミルを欺くため、ブルムたちの協力とアムレートの気を利かせた嘘で乗り切った。
イザーク・ベアグリーン
声 - 高橋広樹
上級貴族ベアグリーン家の次男として何不自由ない生活していたがその体面から志願させられ入隊した。年齢は24歳。階級は上等兵、兵科は偵察兵。武器はジャマダハル型の咒構武器「HRX-52A Griffon」。
平民出身のアムレートの事が大嫌いで隊長だとは認めておらず、揶揄する意味でしか「隊長」と呼ばない。隊内一の女誑しで隊の女性たちを次から次へと口説くが全く相手にされていない。ゲーム内ではポテンシャル「アムレート嫌い」として、攻撃を行う際、アムレートが近くにいると与えるダメージがダウンする。
キザなナルシストでエセフェミニスト。言動面で隊の規律を乱す一番の問題児。綺麗な女性、可愛い女性なら相手が誰だろうと構わないナンパ師。浪漫小説の愛読者であり「道ならぬ恋」には滅法目がなく、密かにオフィーリアも狙うが本命はブリギッタ。天性の偵察兵で尾行（ストーキング）は得意だが、ブルムが呆れて絶句するほど。議員である優秀なアニキに唯一勝てるラグナイト適正だけに誇りを持っていたがアムレートを見て粉々に打ち砕かれた。
優秀な切り込み役だが方向音痴かつ高所恐怖症なのが弱点。ゲーム内ではポテンシャル「迷子」として、ソロで行動する場合、咒力がダウンする。また、ポテンシャル「高所恐怖症」として、飛び降り可能な段差に近づく、または梯子を上った際、行動ゲージ上昇速度がダウンする。
ダリル・ロンメダール
声 - 石塚運昇
退役軍人だが国難に際し、渋々現役復帰して入隊した赤ら顔の中年男性。年齢は43歳。階級は曹長、兵科は突撃兵。武器は斧型の咒構武器「SW-009 AXE」。
前段通り「オヤジコンビ」の片割れ。酒と女をこよなく愛し、毎夜繁華街に繰り出しては朝まで飲んだくれている豪快な人物。ただ、戦場においては伝説級の実力者。過去にユトランド軍兵士として数々の活躍を成し遂げているが、「女を口説くための嘘」と「実際の武勇伝」とがごっちゃになっており、一つ一つの真贋のほどについては不明。30代半ばにして訓練中の事故で部下を死なせてしまい、監督責任により退役した。退役軍人だという割に年齢が若いのはこのため。
ヘレナ・アンデルセン
声 - 藤井ゆきよ
エルノシアの王宮通りにあるカフェの看板娘で街の人気者。年齢は18歳。階級は上等兵、兵科は突撃兵。武器は斬馬刀型の咒構武器「SW-011 BLADE」。
高い正義感からブルムを巻き込んで志願し入隊した。ブルムに対してはお姉さんぶって常に上から目線の物言いだが、実のところブルムにべったり甘えている節もある。朴念仁級の極端な恋愛音痴。ブルムから寄せられる思いには全く気付いていない。このため二人に気を利かせている他の女性隊員たちを「嫌って避けている」と勝手に勘違いしたり、ブルムの“冷血激怒モード”について解除方法は知っていても、原因については全く知らない。隊内ではサラと共にお子ちゃまの部類に入り、お姉様方の影響を良い意味でも悪い意味でも受けている。体つきについてブリギッタからはスタイルが良いと称されているが、まだまだ成長途上の様子。
ブリギッタ・ウルリッヒ
声 - 嶋村侑
元教師。年齢は27歳。眼鏡でキツイ印象の女性、兵科は偵察兵。武器は2対の小剣の咒構武器「AVX-004 Azot」。
隊の女性陣をまとめるリーダー格で理知的かつ理性的な女史。お節介なほどに世話好きで口煩い。彼女が黙っている方が逆におっかない等、大人たちに対してはとことん厳しい反面、元の仕事柄子供に対しては滅法甘くショタコンの気があり、ハンスにはぞっこん（実際はブラコンで病死した弟のせい。生きていたらハンスと同じ年頃だという）。また、ありとあらゆる酒乱の気があるため表向き隊内では「飲まない」と言っている。だが、ティルダを付き合わせて飲んでは愚痴をこぼしまくっており、隊員行きつけの「マリアの酒場」では有名。
戦場ではトリガーハッピーの気があり、人格が豹変する。ゲーム内ではポテンシャル「豹変」として、銃攻撃を行う際、弾道のブレが大きくなる。
サラ・ベナー
声 - 津田美波
元職人兼デザイナー。年齢は19歳。兵科は支援兵。武器は槍型の咒構武器「SRc003 Lily」。
天然の人たらしでむらっけのある天才。ゲーム内ではポテンシャル「気分屋」として、咒術、サイドアームで攻撃を行う際、与えるダメージがダウンする。また、ポテンシャル「天才」として、咒術、サイドアームで攻撃を行う際、与えるダメージがアップする。
隊内で唯一、アムレート隊長を「アムレートくん」、オフィーリア姫を「オフィーリアちゃん」と呼ぶ自由人。立場上孤立しがちだったオフィーリアを持ち前の人当たりの良さで溶け込ませた功労者。反面、社会人からの入隊とは思えないほど言動行動共に幼い。実はイプセリア難民で戸籍は養父に改竄されており、それこそ大罪人たちとは似た立場。
ティルダ・ゲーゼ
声 - 小松由佳
元咒工業技術者。年齢は29歳。兵科は装甲兵。武器は槍と盾の咒構武器「SRc005s Iris」。
ブリギッタとは様々な意味で親友でありお姉様コンビ。女性陣では一番口数が少なく、一見すると物静かで頼りになりそうだが酷いものぐさ。生活態度に関してはブリギッタの血圧が上がるほどにだらしない干物女。更には他人の世話を焼くことがブリギッタを一番輝かせると詭弁を弄して自らを正当化する。その実、ブリギッタにとっては良き相談相手で、愚痴や泣き言を受け流す技術は超一流。またケンカの仲裁役でもある。制服には様々な可愛らしいアップリケがついている。ダジャレが好きで、ボソッとしょうもないダジャレを言う。

#### 王国関係者
ドノヴァン・リンデゴーア卿
声 - 置鮎龍太郎
スレイマンの政敵。穏健派の代表。年齢は26歳。戦争勃発後は反戦派に鞍替えする。もともと経済封鎖解除についてルーシ帝国との代表交渉役。かの国からの信頼も厚いと自称しているが、クローディアスに国を売る約束をして戦争という暴発事態を止めていた売国奴。4章あたりからユトランドの作戦計画がルーシ側に漏れ始める。長髪で年若い。対ルーシ開戦に最後まで反対であったがスレイマンの工作に押し切られた。このことを苦々しく思っており、彼の暗躍に目を光らせている。
戦後、スレイマンやアムレートら5人が「大罪人」として裁かれた後、ユトランドの正史編纂に関わり、事実の改竄や歪曲、隠蔽を図るなどした歴史的勝者。その後はユトランド王国の史上最年少で首相に就任した。100年の後、彼の行った様々な工作についてもラウドルップに語られることになる。
マドケイン卿
スレイマンを高く評価して娘の婿にと考えている大貴族。
ソフィア・マドケイン
スレイマンの婚約者。「大罪人」スレイマンの真の貌は全く知らないが、他人にも自分にも厳しいことはよく知っている。正式には結婚していないだけで、既に気持ちの上では彼の妻である。
エストロート・カーレンベルク卿
スレイマンの養父。温厚な人物。
クリスティアーノ・アウグスタ・ア・ユトランド
声 - 田中秀幸
ユトランド王国の国王。オフィーリアの父。
シャーロッテ・ラウドルップ
ユトランド王立咒術学校の女性教授。アムレート、オフィーリアにとっては恩師に当たる。卒業後もオフィーリアにとっては相談役であり、結果的に彼女がこの時代の多くの出来事に精通することになった。
彼女の末裔で玄孫にあたるのが語り部であるリシェール・ラウドルップ。

#### その他
ハンス・ニールセン
声 - 小林由美子
伝令係の少年兵。陸竜の扱いに秀でるため本隊とヴァナルガンドとの連絡役として活躍する。本人は子供扱いされるのを嫌っているがブリギッタは容赦無く子供扱いしている。アムレートに憧れており、ヴァナルガンドに編入隊するのが密かな望み。アムレートとブリギッタには特に気に入られており、彼の前でだけアムレートが滅多に見せたことがない笑顔を見せた。しかし、ヴェリギエフ攻防戦で本隊の伝令を届けようするがルーシ帝国軍の狙撃兵に撃たれて戦死した。

### ルーシ帝国
クローディアス・パウロヴィッチ・キエフ
声 - 磯部勉
小国だった「ルーシ王国」を一代でヨーロッパ五大帝国の一つに数えられる大帝国にした乱世の覇王。年齢は35歳。四将たちと計らい父親も兄も謀殺して皇位についた。
凄まじい野心の持ち主で「乱世に生まれたからには覇を」との野望に加え、卓抜した軍才と政治手腕を併せ持つ。「死神」ブリュンヒルデを従え、他国の技術を参考にして密かに蓄えていた軍事力を背景に急速且つ強引に勢力を広げる。
当時皇太子だった10年前、突如として孤児院に大軍で襲撃をかけ、孤児院の先生にしてアムレート達の姉代わりでもあったマリアを彼らの眼前で強引にさらったばかりか、後の帝国四将らに命じて孤児院を徹底的に破壊して焼き尽くし、辛うじて生き延びたアムレートら五人を除いた院長や全ての孤児の命を無残に奪い尽くした。
ルーシにとっては傑出した英雄だが、自国民の兵士を平然と犠牲にする（それも敵をおびき寄せるためにわざと自軍部隊を集中させて味方もろとも葬る）という在り方は自国兵士の犠牲を最小限にしようと身体を張って最も苛酷な戦場で戦うアムレート、オフィーリアとは対極にある。アムレートら五人の大罪人にとっては自分達から全てを奪った男であり、倒すべき最大の怨敵である。
ギルーシュ・ベンケンドルフ
声 - 玄田哲章
ルーシ帝国四将No.1にして筆頭。年齢は43歳。強面の陸軍元帥で、陸軍大臣を兼務。孤児院襲撃事件にも参加したアムレート達の仇の一人。
クローディアスとは乳兄弟であり、彼が皇太子の時から仕えている忠臣。No.1だけあって武勇に優れ、統率力にも秀でている。四将最後の犠牲者となり、これによって四将は事実上壊滅した。
移動能力や機動力を捨てた代わりに堅牢性、防御力、攻撃力を最優先にしてカスタマイズされた専用の人型重咒機「ガーディアン」を操る。
ヴィクトール・チマシェフ
声 - 谷昌樹
ルーシ帝国四将のNo.2。年齢は41歳。陸軍参謀本部のトップ。階級は大将。内務大臣を兼務。後退した頭髪と片目を覆うアイパッチが特徴。孤児院襲撃事件にも参加したアムレート達の仇の一人。
帝国四将の中で最もクローディアスに心酔しており、更に彼を崇拝する様はある種の狂気を孕む。クローディアスに対してのみ物凄く礼儀正しいが、それ以外の者に対しては嫌味たらしく陰湿で、なおかつ慇懃無礼な敬語口調で話し、クローディアスのためなら破壊や虐殺も嬉々として実行する、残虐非道な冷血漢。ヴィアン会議において皇帝代理として出席した際は他の列強の外交特使を愚弄するかのような振る舞いも見せる。四将3人目の犠牲者となった。
隠密性と踏破能力、自身の作戦能力（搦め手を最も好む）を重視した双頭蛇型の専用重咒機「スネーク」を操る。
グスタフ・メクレンブルク
声 - 関俊彦
ルーシ帝国四将のNo.3。年齢は36歳。海軍のトップ。階級は大将。孤児院襲撃事件にも参加したアムレート達の仇の一人。
元は陸軍に所属していたが、類稀な咒機運用技術をクローディアスに見出され、新設された海軍を任される。「陸軍に戻りたい」と口癖のようにぼやくが、北ヨーロッパの制海権を掌握するまでに海軍力を拡大させている。だが、どこか軽薄で飄々として洒落っ気がある性格で、それゆえに底の見えない、食えない男。自軍についても自身についても「所詮は駒」という認識で、どうせ死ぬのだから生きているうちにせいぜい楽しまなければという達観した考えの持ち主。四将2人目の犠牲者となったが、その遺体はマクシムに回収された後、クローディアスが彼の棺でユトランドに憎しみを持つきっかけとなった。
輸送能力を強化した専用の鯨型飛行重咒機「ホエール」を操る。
バルデュス・グリッペンベルク
声 - 野島健児
ルーシ帝国四将のNo.4。年齢は30歳。陸軍大将。ギルーシュの補佐役で、外務大臣を兼務。孤児院襲撃事件にも参加したアムレート達の仇の一人。
四将の中では最年少。末子気質の人たらしだが対人スキルは非常に高く、降伏交渉を含めた版図拡大に大きく寄与している。外交能力に長けているがゆえにTPOを弁えた口調をしているが、基本的に甘え上手。逆に軍人然としている訳でもないが、戦場では適度に粗野な感じになる。
四将最初の犠牲者となったが、その死後彼の卓越した手腕は他の四将たちや皇帝に改めて高く評価され、クローディアスが彼の棺に報復を誓う様子も見せる。
攻撃能力を徹底重視した竜型（形状としては竜脚下目型）の専用重咒機「ドラゴン」を操る。
ブリュンヒルデ
声 - 坂本真綾
『死神』と呼ばれる不死のヴァルキュリア。青白い髪で、赤い目、赤い鎧を身に纏い、大きな鎌を持っている。本作最大の脅威であり、「指輪」の契約によりクローディアスに与する。クローディアス皇帝と四将に拉致されたマリア・シュマイケルを依代としている。過去の歴史においてもラグナイト適正の高い乙女を依代に召喚され使役されていたが、その依代の心は怨嗟の果てに絶望し消滅していた。しかし、それとは一線を画するマリアを気にかけている。
マクシム
声 - 鈴村健一
帝国の若き将。年齢は24歳。後に四将。帝国に併呑されたイプセリアの元第二王子レアティーズ・ハン・クリミアス3世。クリミアス王家は彼を除いて悉くルーシに処刑されたが、クローディアスは彼に目を掛けた。以来、クローディアスに忠誠を誓い。仕えるにあたって、自ら志願して「咒体」と呼ばれる改造手術を受けた。その恩恵による超人的な身体能力と二丁拳銃の咒構武器を用いてアムレート達に猛然と戦いを挑む。敗北の際にオフィーリアから素性を問われて逃走を図る。
敗将としてイプセリア陥落を報告した際に、バルデュスの死で空席となった四将に抜擢される。その後、オフィーリア暗殺を命じられるが躊躇ったため、ヴィクトールが引き受けた。施政を半ばユトランドが引き受ける形で自治権を回復した祖国の実情を目の当たりにして苦々しく思い、それを『解放』と称するユトランドの欺瞞を責める。幾度もアムレート達と戦いを繰り広げ最終的に敗れた。そしてクローディアス皇帝の元を去る時に咒体と四将の地位とマクシムの名前を返上した。解放戦争の後にクリミアス王家が復活を果たした後にイプセリアの国王として即位した。
レオニード・スミノフ
声 - 桐本拓哉
帝国軍中佐。「マルガリータ」ことバイオレットの情報源。婿養子で家庭環境に恵まれず、癒やしを求めて彼女に心を許す。ところが彼女と旅行へ行く約束をしていたが突然姿を消したことにより自ら最前線行きを望み、第二次コヴァロティス会戦にて戦死した。

## 設定・用語

### 用語
ラグナイト
蒼き光を放つ謎多き鉱石。
咒術
ラグナイトから引き出される魔法のような力。
咒歌
高位の咒術。ゲーム中で使用可能なのは、高い咒術の才を持った咒術師のオフィーリアとヴァルキュリアであるブリュンヒルデのみとなっている。
ゲーム中のムービーシーンでは、『咒歌』使用時にオフィーリアの身体から蒼いオーラが立ち上る。2章｢南風｣作戦/コヴァロティス会戦で初めて使用し、ヴァルキュリアであるブリュンヒルデの死神の歌を打ち消したが、身体への負担が大きい為、唄い終わった後オフィーリアは気絶してしまった。時には聞かせるだけでブリュンヒルデを苦しめ撤退させるなど、対ヴァルキュリア戦において一定の効果が見られた事から、「解放戦争」を終結させた「聖女の歌」作戦が立案される事となった。
ゲーム中では、2章死神の歌をクリア後に入手出来る光のラグナイト「王女の咒歌・慈愛」と「王女の咒歌・畏怖」として使用できる。こちらは使用時にユトランド国歌「麗しの地」が流れ、身体から蒼いオーラは現れない。
咒術士
咒術を扱いうる一部の才ある者。
咒構
ラグナイトを燃料としたエネルギー機関、ヨーロッパで開発された。
咒工業
咒構により、咒術を工業化したもの。
蒼き革命
咒構により咒術を誰にでも扱えるものとした産業革命、ヨーロッパを一変させた。
BRuFH包囲網
戦争の発端となり、ユトランド王国に数万人の犠牲者を出した理不尽な経済封鎖。経済封鎖に参加したブリタニア、ルーシ、フランセーズ、ハプストリアの頭文字を取ったもの。参加した列強側の言い分としては「そんな事実はない」というもの。事実上、ルーシ帝国クローディアス皇帝の一存で実施され、その目的はユトランド王国の領有にある。
解放戦争
ユトランド王国が経済封鎖を主導したルーシ帝国に対して行った戦争。緒戦の段階では「窮鼠猫を噛む」と揶揄され、列強支配体制への反逆行為と非難された。その後、スレイマンの外交工作で列強の結束も乱されることになる。なお、正史上、命名者はリンデゴーア卿とされるが、実際はスレイマンの命名。
ヴィアン会議
ハプストリアの首都ヴィアンで開催されていた国際会議。事実上、ヨーロッパの在り方について列強同士の利益衝突を避けるため行われていた。この会議に基づく表向き平和な支配体制をヴィアン体制と呼ぶ。
エルシノア裁判
大罪人である5人が死刑判決を受けたユトランド王国の裁判、オフィーリア王女の告発により英雄から犯罪者に転落した。アンチ・ヴァルキュリア部隊長アムレート・グレンケア大尉 軍情報部バイオレット・サンド少尉 政治家スレイマン・カーレンベルク サバンジュ&カンパニー社の社長バジル・サバンジュ ギゼルシェヒル社の新聞記者フリード・エリクセンの5人は裁判で有罪判決を受けて、絞首刑にされた。

### 地域
ユトランド王国
ヨーロッパ大陸東にある立憲君主国家。面積約78万4千㎢、人口800万人、首都エルシノア。
本作での主人公達の国家。国家憲法の下に国家元首としての国王を頂き行政を担う内閣と、立法を担う王国議会によって統治されている。蒼海とペルシャ湾に挟まれた海運国家である。ヨーロッパとアジアを結ぶ交通の要衝に位置することから、しばしば他国の侵功・干渉を受けてきた。国土は小さくラグナイト資源に乏しいものの真面目で勤勉な国民性により発展を遂げた。工業製品の加工や開発を得意とする、欧州有数の技術立国である。
ルーシ帝国
ヨーロッパ大陸北にある絶対君主国家。ヨーロッパ五大帝国の一つ。面積約2280万㎢、人口6900万人、首都ザントベルク。
本作での敵国家。皇帝を国家元首とし、皇帝が全ての権限を掌握する絶対君主制の国家であった。元々は資源や技術に乏しい北方の小国であった。クローディアスの時代に「ヴァルキュリア」の加護を受けて強国化。ヨーロッパ各地を併合 、植民地化し、列強の地位にまで上り詰めた。覇権主義的な傾向が強く、その強硬で野心的な姿勢は、時に国際的な非難と恐怖の対象となった。強大な国力を背景とする物量戦を得意とするが、ヴァルキュリアであるブリュンヒルデの存在を全面に押し出す為、彼女を投入できる夜になるまでの時間稼ぎで大量の自国兵士や咒機を捨て石にする極端に偏った戦術を採る。
モルダ
ユトランド王国の東に位置する田園地帯。元々は緑溢れる穏やかな田舎町であったが、当時の皇太子であったルーシ帝国のクローディアスに占領され、長らく実質的な支配下に置かれていた。開戦後はアンチ・ヴァルキュリア部隊の活躍により、遂に奪還した。ヴァルキュリア遺跡があり古代人の聖地のひとつ。大罪人が幼少期を過ごした孤児院が占領前にはあった。「大罪人のアジト」（ヴァルキュリア地下遺跡）、「誓いの丘」（孤児院跡地）、そして、語り部たちが『真実の物語』を語る「苔生した墓」はすべてモルダにある。
イプセリア
ヨーロッパ大陸、蒼海の東に位置する地。国名であり、地名である。元は国王が全ての権力を掌握する絶対君主制の国家であったが、産業革命以後希少となった「ラグナイト」が多く産出したことから、他国に蹂躙され、属領や保護国となることが多かった。中でもクローディアス帝政下のルーシ帝国による侵攻は凄まじく、皇帝の命で王族のほとんどが処刑され、完全に帝国の一都市とされた。ユトランド王国による「解放戦争」ではユトランドの保護国となるも戦後は独立。主権を回復し、再び欧州の一国家となった。
ダンファレスト
ルーシ帝国の植民地。以前ルーシ帝国とブリタニア帝国で所有権を争っていた。
アヴァルーネ
ヨーロッパ大陸、蒼海の北に位置する地。国名であり、地名である。
元々は工業製品の生産で栄えたアヴァルーネ共和国と呼ばれる国として一帯を支配していたがクローディアス帝政下のルーシ帝国によって侵攻・併合され、実質的に植民地になった。
(ラグナイト)の実用化による産業革命以降は、それまでの工業から(咒工業)にいち早く転換し、ヨーロッパ随一の咒工業地帯として発展しルーシ帝国に併合されて以降は、の武器開発をになう(帝国の造兵廠)となった。
ムガルーシ
旧ルーシ王国の首都。ルーシが帝国になってから国境から遠いザントベルクに遷都した。遷都してから人口が減り今は田舎町。
グローツェン
ヨーロッパ大陸コヴァロティス山脈の西端に広がる地。国名であり地名である。
古くから毛織物業が盛んな地であり、ヨーロッパの西と東を結ぶ商業国家として栄えたが、覇権主義的傾向を強め始めたルーシ帝国から侵功を受け、後に併合された。
ルーシから見て、コヴァロティス山脈を越えた場所にあると言う地理的要点から領土拡張を狙うルーシの兵器工廠としての役割を与えられ、数々の咒構兵器を開発してきた。
優れたワインの産地でもあり、グローツェンワインは国内外に愛好家が多い。
コヴァロティス
ヨーロッパ大陸最大の山脈であり地名である。解放戦争の最大の激戦地でありユトランド王国軍とルーシ帝国軍が正面衝突した。第一次、第二次の会戦で両軍の戦死者を多く出した。
ヴェリギエフ
ルーシ帝国の最大の運輸拠点。帝国軍の補給基地。ユトランド軍は三度に渡り攻略作戦を決行し別動隊が背後から奇襲を成功させ遂に占領した。
ゼヴァスト
ルーシ帝国の最大の要塞。首都ザントベルクの目前に位置する。最終防衛拠点で帝国軍は抵抗を続けたがユトランド軍の猛攻を防ぐ事が出来ずに日没前に陥落した。
ブリタニア帝国
ヨーロッパ大陸北西にある立憲君主国家。ヨーロッパ五大帝国の一つ。
島国でありいち早く産業革命を成し遂げ強大な軍事力を獲得し世界で最も多くの植民地を持つ大帝国となった。南方やアジア方面への侵出を重視しヨーロッパでは紛争に介入することはなかったがルーシ帝国からのユトランド割譲の提案に乗りBRuFH包囲網に参加する。一方でルーシの台頭に危機感を抱き、戦争終了後のダンファレスト譲渡を条件にユトランドと秘密裏に通じていた。
ユトランド王家とも緊密な関係にあり、オフィーリアはブリタニア王家の血を引く。
プロイセン帝国
ヨーロッパ大陸中西部にある立憲君主国家。ヨーロッパ五大帝国の一つ。優れた咒工業製品の開発・生産を得意とする技術立国であり、その生産能力はヨーロッパ随一とされる。対外的な野心は弱く、利益を持つ植民地の数は列強の中では最も少なかった。質実剛健とした国柄で利よりも義や名誉を重んじる傾向にあり人々のその独特な思考は(プロイセン気質)と呼ばれている。列強が足並みを揃えたユトランドへの経済封鎖（BRuFH包囲網）については反対の立場から参加していない国である。
フランセーズ帝国
ヨーロッパ大陸西にある絶対君主制国家。ヨーロッパ五大帝国の一つ。かつてヨーロッパに覇を成した古豪だが市民革命により君主制が崩壊。一時共和制国家となったが、後に王政復古によって帝政に復活し、列強の一国として返り咲いた。
強い領土的野心を持っていたものの、国内騒乱から植民地獲得に出遅れた為、対外交渉によって隙あらば他国の利益を奪おうと考えていた。ルーシ帝国によるユトランド割譲の提案に乗って(BRuFH包囲網)に参加。ヨーロッパにおける地位の確保と発言権の拡大を狙った。
ハプストリア帝国
ヨーロッパ大陸中西部にある絶対君主制国家。ヨーロッパ五大帝国の一つ。
ヴァルキュリアを信奉するユグド教を国教とする宗教国家であり、ヴァルキュリア遺跡を作った古代人の末裔が建国したとされる。ルーシ帝国にヴァルキュリアがいることで半ば盲目的に同盟を結ぶ。BRuFH包囲網に積極的に参加し、解放戦争でもルーシ帝国に味方した。